# Кучеровский сельсовет
Кучеровский сельсовет — сельское поселение в Нижнеингашском районе Красноярского края.
Административный центр — село Кучерово.

## История
Статус и границы сельского поселения установлены Законом Красноярского края от 3 декабря 2004 года № 12-2637 «Об установлении границ и наделении соответствующим статусом муниципального образования Нижнеингашский район и находящихся в его границах иных муниципальных образований»

## Население
| 2010 | 2012 | 2013 | 2014 | 2015 | 2016 | 2017 |
| ---- | ---- | ---- | ---- | ---- | ---- | ---- |
| 608  | ↘589 | ↘581 | ↘562 | ↘556 | ↘528 | ↘493 |

## Состав сельского поселения
В состав сельского поселения входят 5 населённых пунктов:
| № | Населённый пункт | Тип населённого пункта       | Население |
| - | ---------------- | ---------------------------- | --------- |
| 1 | Зубенкино        | деревня                      | 99        |
| 2 | Кучерово         | село, административный центр | 368       |
| 3 | Ошарово          | деревня                      | 113       |
| 4 | Рождественка     | деревня                      | 17        |
| 5 | Фокино           | деревня                      | 11        |

## Местное самоуправление
Кучеровский сельский совет депутатов
Дата избрания: 04.12.2011. Срок полномочий: 5 лет. Количество депутатов: 7
Глава муниципального образования
- Мамонтов Сергей Александрович. Дата избрания: 20.11.2016. Срок полномочий: 5 лет